# Брынзозавод (Оренбургская область)
Брынзозавод — упразднённый в 2005 году хутор в Гайском районе Оренбургской области России. На момент упразднения входил в состав сельского поселения Губерлинский сельсовет.

## География
Располагался на правом берегу реки Губерля, на расстоянии примерно 7 километра (по прямой) к северо-востоку от села Белошапка.

## История
По данным на 1949 год Брынзозавод № 1 Губерлинского совхоза входил в состав Губерлинского сельсовета Халиловского района и находился примерно в 30 км от райцентра (р.п. Халилово).
Хутор официально упразднён в 2005 году, после вступления в силу официального опубликования Закона Оренбургской области от 28 декабря 2004 года № 1752/283-III-ОЗ, подписанного 4 января 2005 года Главой администрации (губернатором) Оренбургской области А. А. Чернышёвым.

## Население
По данным переписи 2002 года на хуторе отсутствовало постоянное население.